# دينوك ميراندا
دينوك ميراندا مواليد 14 يوليو 1982 في كزون، الفلبين، هو لاعب كرة سلة فلبيني. بدأ مسيرته الاحترافية في سنة 2005. يلعب في الرابطة الفلبينية لكرة السلة كلاعب هجوم خلفي. يحمل الرقم 3.

## المسيرة الاحترافية
لعب مع باوريد تايغرز من سنة 2005 إلى 2007، ثم لعب مع سان ميغيل بيرمن من سنة 2009 إلى 2013، ثم لعب مع باراكو بول إنرجي في موسم 2013–2014، ثم لعب مع تي إن تي كاتروبا في موسم 2015–2016.